# Claudia Schiffer
Claudia Maria Schiffer (Rheinberg, 1970. augusztus 25. –) német színésznő, modell.
Christy Turlingtonnal, Cindy Crawforddal, Linda Evangelistával és Naomi Campbell-lel együtt az 1980-as évek végének és az 1990-es évek elejének egyik szupermodellje.

## Élete
1987-ben, 17 évesen egy diszkóban fedezte fel a Metropolitan divatügynökség vezetője, aki szerződést is ajánlott neki. Az 1990-es évek elején a Guess reklámkampányában szerepelt, majd a Revlon reklámarca lett. 1993-ban ismerkedett meg David Copperfielddel, akivel 1999-ben szakított. Szakításuk után Tim Jefferies-zel kezdett kapcsolatot. 1995-ben a Fashion Cafe résztulajdonosa lett Christy Turlington, Naomi Campbell és Elle MacPherson mellett. 2002-ben férjhez ment Matthew Vaughn filmproducerhez. 3 gyermeke született: Caspar, Clemetine és Cosima Violet.
2020-ban már világrekordot állított fel azzal, hogy több mint 30 éven keresztül a szupermodell pályán van és több mint 1000 címlapon jelent meg.

## Filmjei
| Év   | Magyar cím                      | Eredeti cím               | Szerep           | Magyar Hang  |
| ---- | ------------------------------- | ------------------------- | ---------------- | ------------ |
| 1994 | Richie Rich – Rosszcsont beforr | Ri¢hie Ri¢h               | Aerobikoktató    | Mics Ildikó  |
| 1994 | Pret-a-porter – Divatdiktátorok | Ready to Wear             |                  |              |
| 1997 | Filmszakadás                    | The Blackout              | Susan            | Györgyi Anna |
| 1999 |                                 | Friends & Lovers          | Carla            |              |
| 1999 | Csajok, mindent bele!           | Desperate But Not Serious | Gigi             |              |
| 1999 | fekete-fehér                    | Black and White           | Greta            |              |
| 2001 | Halálos hajsza                  | In Pursuit                | Catherine Welles | Zakariás Éva |
| 2001 | Zoolander, a trendkívüli        | Zoolander                 | Önmaga           |              |
| 2002 | Meg vagyunk lőve                | Life Without Dick         | Mary             |              |
| 2003 | Igazából szerelem               | Love Actually             | Carol            | Orosz Anna   |